# Olympische Jugend-Sommerspiele 2018/Teilnehmer (Guatemala)
| Gelbes Symbol für Goldmedaillen mit stilisierten Olympischen Ringen | Graues Symbol für Silbermedaillen mit stilisierten Olympischen Ringen | Braundes Symbol für Bronzemedaillen mit stilisierten Olympischen Ringen |
| ------------------------------------------------------------------- | --------------------------------------------------------------------- | ----------------------------------------------------------------------- |
| —                                                                   | —                                                                     | —                                                                       |

Die Jugend-Olympiamannschaft aus Guatemala für die III. Olympischen Jugend-Sommerspiele vom 6. bis 18. Oktober 2018 in Buenos Aires (Argentinien) bestand aus neun Athleten.

## Athleten nach Sportarten

### Beachvolleyball
Mädchen
- Paola Alvarado
- María Fernanda Juárez
17. Platz

### Gewichtheben
Mädchen
- María Alejandra Maldonado
Superschwergewicht: 7. Platz

### Karate
Jungen
- Pedropablo de la Roca
Kumite bis 61 kg: 5. Platz

### Leichtathletik
Jungen
- Rodrigo Morán
Hammerwurf: 14. Platz

### Moderner Fünfkampf
Mädchen
- Ana Aragón Ortiz
Einzel: 24. Platz
Mixed: 14. Platz (mit Keaan Van Venrooij  Australien)

### Rudern
Mädchen
- Marisleysis Cedeño
Einer: 18. Platz

### Tennis
Mädchen
- Gabriela Rivera
Einzel: 1. Runde
Doppel: 1. Runde (mit Sada Nahimana  Burundi)
Mixed: Achtelfinale (mit Nick Hardt  Dominikanische Republik)

### Turnen

#### Gymnastik
Mädchen
- Karla Pérez
Einzelmehrkampf: 30. Platz
Boden: 26. Platz
Pferd: 31. Platz
Stufenbarren: 32. Platz
Schwebebalken: 15. Platz
Mixed: Bronze  (im Team Schwarz)